# Țambal
Țambalul [ˌsaːmˈbaːlul] este un instrument muzical cu coarde lovite, originar din Asia, încă se bucură de o mare răspândire in Europa, cu toate că secolul XX i-a asigurat interesul culturilor de pe alte continente. Cunoscut mai ales ca instrument folcloric, țambalul apare și în muzica cultă compusă de autori precum maghiarul Zoltán Kodály.
Țambalul mai este cunoscut în lume sub alte variante similare, adaptate culturilor în care se regăsește sau acolo unde popularitatea lui a impus o formă locală: cymbalum, cymbalom, cimbalom (varianta cea mai uzuală în limba engleză), țimbalî, țimbl, santouri, santur ș.a.
Instrumentul se mânuiește cu ciocănele special construite sau cu alte obiecte înlocuitoare, în scopul obținerii unor sonorități neobișnuite sau pentru ameliorarea sunetului unui instrument de care instrumentistul nu este mulțumit (sunet prea sec sau prea detimbrat, nearticulat).

## Nume în funcție de țară
Instrumentul este cunoscut cu nume, țări și stiluri diferite; vezi lista parțială:
- Germania: Zymbal sau Hackbrett
- Armenia: santir
- Belarus: cymbaly (цымбалы)
- Slovacia: cimbal
- Slovenia: cimbale
- Italia: zimbalon sau salterio ungherese
- Franța: cymbalum
- Georgia: tsintsila
- Grecia: sandouri (σαντούρι)
- Olanda: cimbaal, hakkebord
- Ungaria: cimbalom
- Iran: santur
- Klezmer / muzică evreiască: tsimbl
- Letonia: cimbole
- Lituania: cimbolai
- Mongolia: joqin
- Polonia: cymbały węgierskie
- Republica Cehă: cimbál (API: /ʦɪmbaːl/)
- România / Republica Moldova: țambal
- Rusia: țimbalî (цимбалы)
- Ucraina: țîmbalî (цимбали)
- Uzbekistan: chang
- Vietnam: tam-thap-luk